# Comuna Sudîlkiv, Șepetivka
Sudîlkiv (în ucraineană Судилків) este o comună în raionul Șepetivka, regiunea Hmelnîțkîi, Ucraina, formată din satele Bilokrînîcicea, Klîmentovîci, Lozîcine, Rudnea-Novenka și Sudîlkiv (reședința).

## Demografie
Componența lingvistică a comunei Sudîlkiv
     Ucraineană (97,75%)
     Rusă (1,71%)
     Alte limbi (0,36%)
Conform recensământului din 2001, majoritatea populației comunei Sudîlkiv era vorbitoare de ucraineană (97,75%), existând în minoritate și vorbitori de rusă (1,71%).